# Chitty Chitty Bang Bang
Chitty Chitty Bang Bang es una película musical de 1968, dirigida por Ken Hughes y protagonizada por Dick Van Dyke y Sally Ann Howes, adaptación de un libro de Ian Fleming (creador del Agente 007), llamado Chitty Chitty Bang Bang. Los hermanos Sherman, muy elogiados, escribieron las canciones y la música para la película. La canción "Chitty Chitty Bang Bang" (tal como el título de la película) fue nominada para un Óscar a la mejor canción original.

## Sinopsis
Dick Van Dyke interpreta a un excéntrico inventor de nombre Caractacus Potts, que consigue convertir un viejo coche de carreras (llamado originalmente "Paragon Panther") en un vehículo que podía volar y flotar sobre el agua al que denominó Chitty Chitty Bang Bang. Con este coche viaja junto a su padre (Lionel Jeffries), sus hijos (Heather Ripley y Adrian Hall) y a su bella enamorada (Sally Ann Howes) a un mundo mágico de castillos poblado por piratas y viven aventuras sin fin. Juntos se enfrentan al barón Bomburst (Gert Fröbe) y a otros villanos. Destaca también en el reparto James Robertson Justice, en el papel de Lord Scrumptious.

## Reparto y doblaje
| Actor                                 | Personaje                         | Doblaje (España) 1969                |
| ------------------------------------- | --------------------------------- | ------------------------------------ |
| Dick Van Dyke                         | Caractacus Potts                  | Manuel Cano                          |
| Dick Van Dyke                         | Caractacus Potts                  | Salvador Escamilla (canciones)       |
| Sally Ann Howes                       | Truly Scrumptious                 | Rosa Guiñón                          |
| Sally Ann Howes                       | Truly Scrumptious                 | Teresa María (canciones)             |
| Lionel Jeffries                       | Abuelo Potts                      | José María Angelat                   |
| Gert Fröbe                            | Barón Bomburst                    | Felipe Peña                          |
| Anna Quayle                           | Baronesa Bomburst                 | Elsa Fábregas                        |
| Anna Quayle                           | Baronesa Bomburst                 | Lita Torelló (canciones)             |
| James Robertson Justice               | Lord Scrumptious                  | Rafael Luis Calvo                    |
| Heather Ripley                        | Jemima Potts                      | Luisita Soler                        |
| Adrian Hall                           | Jeremy Potts                      | Carlos Julià                         |
| Desmond Llewelyn                      | Coggins                           | Luis Posada Mendoza                  |
| Benny Hill                            | Inventor y fabricante de juguetes | José Luis Sansalvador                |
| Alexander Doré                        | Espía 1                           | Rogelio Hernández                    |
| Bernard Spear                         | Espía 2                           | Joaquín Díaz                         |
| Max Wall                              | Inventor                          | Luis Posada Mendoza                  |
| Victor Maddern                        | Chatarrero                        | Miguel Alonso                        |
| Robert Helpmann                       | Capturador de niños               | Miguel Ángel Valdivieso              |
| Director de doblaje                   |                                   | Rafael Luis Calvo                    |
| Estudio de doblaje                    |                                   | Voz de España, S.A.                  |
| Adaptador de las canciones al español |                                   | Ernesto Santandreu (Maestro Damasco) |

## Curiosidades

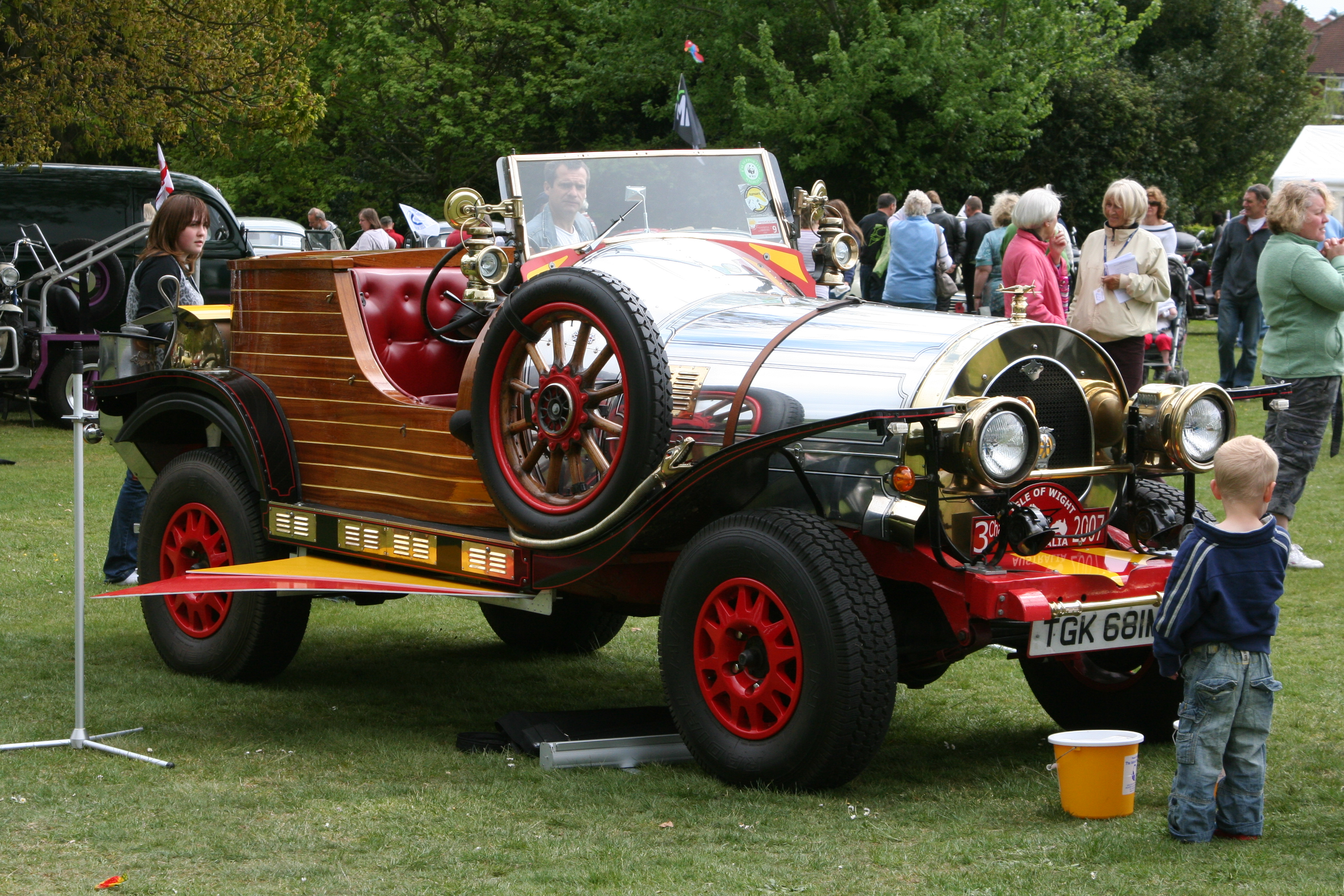

- El actor Desmond Llewelyn (el Q de las películas de James Bond) tiene una aparición menor en este filme, y el actor Gert Fröbe, el Goldfinger del filme homónimo también aparece en este filme, aunque su aparición es algo más destacada que la de Desmond Llewelyn. Además, el filme fue producido por Albert Broccoli, que ayudó a producir casi todos los filmes de James Bond. Incluso la MGM y la United Artists (coproductoras de los filmes de James Bond) también ayudaron a producir Chitty Chitty Bang Bang. Peter Hunt, que fue montajista de varias películas de James Bond (Dr. No, Goldfinger, entre otras) y dirigió la película  "Al Servicio Secreto de Su Majestad", interpretada por George Lazenby y Diana Rigg, actuó como productor asociado.
- El director del filme, Ken Hughes, había codirgido la única versión de una novela de Ian Fleming sobre James Bond (007) que no pertenecía a Albert Brocoli, "Casino Royale" en su versión de 1967.
- Roahl Dahl, el escritor galés de "Charlie y la fábrica de chocolates", "Brujas", "Mi amigo el gigante bonachón", escribió el guion junto al director Ken Hughes.

- El nombre del automóvil hace referencia a un coche de carreras real, de la década de 1920, llamado Chitty Bang Bang.

- Lionel Jeffries interpreta al padre de Caractacus Potts, siendo Dick Van Dyke más viejo que él.

- El nombre Caractacus es un homenaje al último regente de Inglaterra antes de la invasión romana, el cual se llamaba justamente Caractacus.

- El castillo del Barón Bomburst había sido utilizado anteriormente como modelo para los castillos que aparecen en las películas de animación Cenicienta y La Bella Durmiente.

- El coche utilizado en la película acabó siendo vendido a un comprador particular, y exhibido en exposiciones.

- Es la primera película no producida por la Factoría Disney que contó con la colaboración del dúo de compositores Richard M. Sherman y Robert B. Sherman.

- Se trata de la primera película fuera de la serie 007 producida por Albert R. Broccoli, desde el comienzo de la serie de películas sobre el agente secreto (después de Call Me Bwana, de 1963).

- La matrícula del vehículo de Truly, CUB 1, es un homenaje al productor Albert R. Broccoli, cuyo apodo era Cubby.

- El presupuesto de Chitty Chitty Bang Bang fue de 10 millones de dólares.

- Richard Maibaum, guionista de esta película, guionizó casi todas las de 007, de Dr. No (1962) a Licencia para matar (1989) - excluyendo Solo se vive dos veces (1967), Vive y deja morir (1973), Moonraker (1979) y las versiones no oficiales, Casino Royale (1954), Casino Royale (1967) y Nunca digas nunca jamás (1983). Maibaum falleció en 1991, de una enfermedad rápida desconocida.

- En el juego Grand Theft Auto III hay un truco en homenaje a esta película. Si ingresas "CHITTYCHITTYBB" prodrás volar en cualquier vehículo cuando alcanzas altas velocidades.

- En los videojuegos Dead Space y Dead Space 2 aparecen una serie de carteles publicitarios de una película ficticia llamada "Kitty Kitty Bang Bang".

- En la serie Padre de familia, se hacen varias referencias a la película.

- El final de la película Grease, donde el coche sale volando, es una escena similar al final de "Chitty chitty bang bang".

## Premios
- Consiguió una nominación al Oscar como Mejor Canción Original ("Chitty Chitty Bang Bang").
- Consiguió dos nominaciones al Globo de Oro, en las categorías de Mejor Banda Sonora y Mejor Tema Original ("Chitty Chitty Bang Bang").